# Vete de mi, cuervo negro
«Vete de mi, cuervo negro» es una canción compuesta por el músico argentino Luis Alberto Spinetta e interpretada por Almendra en el álbum doble Almendra II de 1970, segundo y último de la banda. El álbum fue calificado por la revista Rolling Stone y la cadena MTV como #40 entre los cien mejores discos de la historia del rock nacional argentino.
Almendra estuvo integrada por Luis Alberto Spinetta (primera voz y guitarra), Edelmiro Molinari (voz, primera guitarra y órgano), Emilio del Guercio (voz, bajo, órgano y piano) y Rodolfo García (voz y batería). En el tema la primera voz es de Spinetta.

## Contexto
En 1970 el mundo sufría la Guerra Fría. Argentina vivía bajo una dictadura que había disuelto todos los partidos políticos y que buscaba garantizar la alineación de la Argentina con los Estados Unidos en aquella confrontación global. Tres años antes el Che Guevara había sido asesinado mientras organizaba un movimiento guerrillero en Bolivia. En Argentina desde el año anterior habían comenzado a producirse levantamientos populares insurreccionales como el Rosariazo y el Cordobazo, con participación masiva de la juventud, que se había convertido en esos años en un sujeto histórico novedoso. Ese año aparecerían las dos grandes organizaciones guerrilleras que actuaron en el país, Montoneros -de tendencia peronista- y el Ejército Revolucionario del Pueblo (ERP) -de tendencia marxista-.  
Almendra, banda liderada por Luis Alberto Spinetta, apareció en 1969, renovando radicalmente la música popular argentina y latinoamericana, especialmente el rock cantado en español. Junto a Los Gatos -banda precursora- y Manal, Almendra es considerada parte del trío fundador del "rock nacional", como se conoció en Argentina ese movimiento musical, generacional y cultural.
Al iniciarse 1970 Almendra publicó un álbum revolucionario sin título, con un dibujo 
caricaturizado de un extraño hombre en la tapa, conocido luego como Almendra I, que alcanzó un éxito histórico. Prácticamente todos los temas de ese álbum se volvieron clásicos del rock nacional ("Plegaria para un niño dormido", "Ana no duerme", "Fermín", "A estos hombres tristes", "Color humano", "Figuración") y por sobre todos ellos "Muchacha (ojos de papel)", que se convirtió en un hit histórico, mantenido a través de las décadas.
Convertidos en estrellas de rock, Almendra encaró 1970 con el proyecto de preparar una ópera rock. Sin embargo, las presiones de la fama y las diferencias entre los proyectos musicales de sus integrantes, produjeron una crisis interna del grupo que llevó a la sorpresiva separación de la banda en septiembre de 1970.
Ya separados, al año siguiente, con material grabado durante el año 1970, lanzaron Almendra II, un álbum doble completamente diferente de Almendra I, mucho más roquero y psicodélico, influido por el consumo de LSD, que muestra los diferentes enfoques de los miembros de la banda y la necesidad de experimentación que sentían.
El tema reconoce una clara influencia de Manal que había generado admiración en Spinetta, tanto por el modo de manejar el blues en español, como por el lenguaje llano y directo.

## El tema
El tema es el sexto track del Disco 1 (Lado A) del álbum doble Almendra II. Se trata un blues acústico muy breve (1:09), el más breve del álbum, aunque hay otros tres con duraciones menores a dos minutos ("Jingle", "Verde llano" y "Leves instrucciones").
La letra tiene apenas cinco versos, en los cuales la palabra "vete" se repite cinco veces:

Vete de mi, cuervo negro,
vete ya, vete ya,
no te quiero ver más,
ni aquí, ni allá,
vete de mí, vete de mí.
"Vete de mi, cuervo negro" (fragmento)

La canción está narrada en segunda persona del singular y expresa la desesperación del cantante ante una influencia oscura y negativa que le causa daño, relacionada también con la locura, que anticipa el sonido que Spinetta desarrollará en Pescado Rabioso.
Hablando de Almendra II con Eduardo Berti en las conversaciones registradas en el libro Spinetta: crónica e iluminaciones, Spinetta decía que:

En esa época surgía una música muy fuerte en Estados Unidos. Aparecía una temática contra la razón, contra las fuerzas de lo negativo, y yo quería sentir en mi el eco de esa música.
Luis Alberto Spinetta